# Plastyka rotacyjna
Plastyka rotacyjna – praktyka chirurgiczna polegająca na zastąpieniu stawu kolanowego stawem skokowym.
Stosuje się ją zazwyczaj w przypadku nowotworów, które uszkodziły część nogi i konieczna jest amputacja. Ta metoda ułatwia przymocowanie protezy oraz przedłuża kończynę i poprawia jej funkcjonalność (osoba nie traci całkiem kolana) w stosunku do kończyny całkowicie odciętej do połowy uda.